# 菊池陽子
菊池 陽子（きくち ようこ、1968年5月 - ）は、日本の歴史学者。専門はラオス近現代史。東京外国語大学総合国際学研究院教授（国際社会部門・地域研究系）。

## 経歴
東京女子大学大学院文学研究科修士課程修了、早稲田大学大学院文学研究科博士後期課程単位取得退学。東京外国語大学外国語学部講師、助教授、東京外国語大学総合国際学研究院准教授（大学院重点化に伴う配置換え）を経て、2021年より教授。

## 共編著
- 『ラオスを知るための60章』鈴木玲子,阿部健一共編著 明石書店 エリア・スタディーズ 2010

翻訳
- マーチン・スチュアート-フォックス『ラオス史』めこん 2010

| スタブアイコン | サブスタブ | この項目は、まだ閲覧者の調べものの参照としては役立たない、人物に関連した書きかけの項目です。この項目を加筆・訂正などしてくださる協力者を求めています（P:人物伝/PJ:人物伝）。 |